# Fait d'hiver
Fait d'hiver is een Belgische korte film uit 2001 van Dirk Beliën. De hoofdrol is voor Tom Van Dyck.

## Verhaal
Tim is een overwerkte en gestreste manager. Hij komt na een rampzalige dag op het werk in de file te staan tussen Antwerpen en Gent door het winterse noodweer. Met zijn nieuwe GSM belt hij naar huis. Hij krijgt zijn dochter aan de lijn, maar hij wil even met zijn vrouw praten en vraagt deze aan de lijn. Zij kan niet aan de lijn komen door andere bezigheden.

## Rolverdeling
| Acteur           | Personage  | Opmerkingen |
| ---------------- | ---------- | ----------- |
| Tom Van Dyck     | Tim        |             |
| Ellen Van Cutsem | Dochter    |             |
| Aza Declercq     | Moeder     |             |
| Kris Swinnen     | Nonkel Wim |             |